# إدوارد سبرينغ ناب
إدوارد سبرينغ ناب (10 سبتمبر 1879 - 5 إبريل 1940)، هاوي جمع مقتنيات أمريكي ومن هواة جمع الطوابع البريدية، من مدينة نيويورك ومعروف بمجموعاتهِ الرائعة من طوابع البريد والتاريخ البريدي.

## هواية جمع الطوابع
تخصص إدوارد ناب في تاريخ الطوابع البريدية للولايات المتحدة والولايات الكونفدرالية الأمريكية. ومع ذلك، فقد تخصص أكثر في اهتماماتهِ في جمع الطوابع البريدية للولايات المتحدة: فقد احتوت مجموعته من أغلفة الفنادق المعلقة على أشياء نادرة للغاية وكانت تعتبر غير مسبوقة. وقد فازت مجموعته من أغلفة الفنادق بالعديد من الجوائز بما في ذلك جوائز دولية في عامي 1926 و1936.
عمل إدوارد ناب مع ستانلي براين أشبروك في العديد من المشاريع، بما في ذلك تحديد الموضع الدقيق لكل طابع مطبوع على جزء من الطوابع، وهو ما يسمى بالتصفيح. ومن أبرز أعمالهما في تصفيح طابع نيو أورليانز الكونفدرالي المؤقت فئة 5 سنتات وطابع فراملاين فئة 10 سنتات.

## بيع ممتلكاتهِ من مجموعات الطوابع
توفي ناب في عام 1940، وفي عامي 1941 و1942 بيعت مجموعاته. بيعت مجموعة الولايات الكونفدرالية الأمريكية بشكل منفصل. ومع ذلك، كانت بقية المجموعة ضخمة وتطلبت ثلاث جلسات مزاد أجرتها معارض بارك بيرنت قبل تقييم جميع مواد وقرطاسية البريد والطوابع النادرة وبيعها.
صورت المواد الموجودة التي بيعت في المزاد قبل البيع، ونُشرت الرسوم التوضيحية لـ7822 قطعة من هواة جمع الطوابع في 186 مجلداً ووضعت في مكتبة نادي هواة جمع الطوابع في نيويورك. وهناك مجموعة أخرى مكونة من ثلاثة مجلدات بعنوان أيقونات هواة جمع الطوابع: تحتوي رسوماً إيضاحية لطوابع وأغلفة وإلغاءات نادرة وغير عادية متضمنة في مجموعات إدوارد ناب، نُشرت في عام 1941، واحتوت على مواد لم تُدرج في المجلدات الـ186. وتوجد نسخة منها موجودة الآن في متحف البريد الوطني في مؤسسة سميثسونيان في واشنطن العاصمة.

## التكريم
أدرج اسم إدوارد سبرينغ ناب في قاعة مشاهير الجمعية الأمريكية لهواة جمع الطوابع ضمن أول مجموعة من خمسة عشر هاوي من هواة جمع الطوابع في عام 1941.